# Tamara Ulzhabayeva
Tamara Ulzhabayeva (en kazajo: Тамара Улжабаева; Shymkent, 1987) es una deportista kazaja que compitió en escalada. Ganó una medalla de bronce en el Campeonato Mundial de Escalada de 2011, en la prueba de velocidad.

## Palmarés internacional
| Campeonato Mundial | Campeonato Mundial | Campeonato Mundial | Campeonato Mundial |
| Año                | Lugar              | Medalla            | Prueba             |
| ------------------ | ------------------ | ------------------ | ------------------ |
| 2011               | Arco (Italia)      | Medalla de bronce  | Velocidad          |